# Hiromi Miyake
Hiromi Miyake (三宅宏実?, Miyake Hiromi; Niiza, 18 novembre 1985) è una sollevatrice giapponese, vincitrice della medaglia d'argento olimpica a Londra 2012 e di quella di bronzo a Rio de Janeiro 2016 nella categoria fino a 48 kg.
Hiromi è la figlia di Yoshiyuki Miyake, medagliato olimpico, campione mondiale, nonché Presidente della Federazione giapponese di sollevamento pesi.

## Palmarès
- Giochi olimpici

Londra 2012: argento nei 48 kg femminili.
Rio de Janeiro 2016: bronzo nei 48 kg femminili.
- Mondiali

Santo Domingo 2006: bronzo nei 48 kg femminili.
Houston 2015: bronzo nei 48 kg femminili.